# Гренц
Гренц (словен. Grenc) — поселення в общині Шкофя Лока, Горенський регіон, Словенія. Висота над рівнем моря: 362,4 м.